# Dirk Heinen
Dirk Heinen (Colônia, 3 de dezembro de 1970) é um ex-futebolista alemão que atuou como goleiro.

## Carreira em clubes
Heinen jogou a maior parte de sua carreira no Bayer Leverkusen, onde militou durante toda a década de 90. Entre 1990 e 1999, foram 107 partida pelos Aspirinas.
Em 2000, jogou pelo Eintracht Frankfurt, sendo o titular em 62 partidas. Com a concorrência enfrentada com o macedônio Oka Nikolov, perdeu espaço na equipe e foi jogar no Denizlispor. No clube turco, não foi aproveitado em nenhum momento, pois o titular era Süleyman Küçük.
Após o insucesso vivido na Turquia, Heinen retornou à Alemanha para defender o VfB Stuttgart. Apesar de sua experiência (tinha 32 anos quando foi contratado), foi obscurecido por Timo Hildebrand na disputa por uma vaga na equipe titular, chegando inclusive a ser terceira opção ao gol do Stuttgart em alguns momentos.
Com a saída do suíço Diego Benaglio do Stuttgart, em 2006, Heinen voltou a ser segunda alternativa ao gol da agremiação, sucedendo Hildebrand apenas em três partidas - um número muito baixo para um atleta experiente como Heinen, que ainda assim se sagrou campeão alemão na temporada 2006-07, seu segundo título na carreira (foi vencedor da Copa da Alemanha 1992-93, com o Leverkusen).
Depois do título, Heinen anunciou que pararia de jogar profissionalmente e se mudaria para a Irlanda com a sua esposa. Mas em janeiro de 2008, uma proposta do Arminia Bielefeld convenceu o goleiro a retomar a carreira.
No time da Renânia do Norte-Vestfália, Heinen chegou para ser a terceira alternativa a Mathias Hain e Rowen Fernández em algumas partidas. No entanto, o sul-africano (segunda opção ao gol do Arminia) sofreu uma lesão durante uma partida, e Heinen teve a sua grande chance com o clube, contra o Hannover 96, realizando sua última partida da carreira - e a única com a camisa dos Die Arminen.

## Seleção
Mesmo tendo atuado durante uma década no Leverkusen, Heinen nunca foi lembrado para defender a Seleção Alemã em nenhum momento.